# 堪薩斯市牛仔 (國家聯盟)
堪薩斯市牛仔（英語：Kansas City Cowboys）是一支只在1886年於國家聯盟打過一年賽季的球隊。球隊在那年的戰績只有30勝91敗，在國聯排名第七名。他們和身處聯合協會的堪薩斯市牛仔隊毫無關係。
牛仔隊起初以試營運的方式加入國家聯盟，但球隊在1887年2月陷入經營不善的局面。最後球隊老闆用6000美元賣掉球隊。而匹茲堡艾勒根尼隊(今海盜隊)也從美國協會轉移到國家聯盟，取代了牛仔隊。

## 外部連結
- 1886 Cowboys （页面存档备份，存于） Baseball Reference的頁面